# The Power of Rock and Roll
The Power of Rock and Roll è l'undicesimo album in studio degli Helix, uscito nel 2007 per l'Etichetta discografica EMI/Sanctuary Records.

## Tracce
1. Fill Your Head with Rock! (Georgakopoulos, Prior, Vollmer) 2:24
2. Get Up! (Georgakopoulos, Prior, Vollmer) 2:43
3. Nickels and Dimes (Georgakopoulos, Prior, Vollmer) 3:19
4. The Past Is Back (To Kick Your Ass!) (Georgakopoulos, Prior, Vollmer) 2:31
5. Eat My Dust (Georgakopoulos, Prior, Vollmer) 2:28
6. Baby Likes to Ride (Georgakopoulos, Prior, Vollmer) 3:32
7. Boomerang Lover (Georgakopoulos, Prior, Vollmer) 2:56
8. Cyberspace Girl (Georgakopoulos, Prior, Vollmer) 3:13
9. Living Life Large (Georgakopoulos, Prior, Vollmer) 3:05
10. The Power of Rock 'N Roll (Georgakopoulos, Prior, Vollmer) 3:49
11. Heavy Metal Love (Hackman, Vollmer) 3:01 [versione ri-registrata 2006]

## Formazione
- Brian Vollmer - vocals
- Steve Georgakopoulos - chitarra, cori
- Jeff Fountain - basso, cori
- Rob MacEachern - batteria

### Altre partecipazioni
- Barry Donaghy - cori
- Gord Prior - cori
- Steve Georgakopoulos - cori
- Doug Weir - cori
- Jeff Fountain - cori
- Dan Brodbeck - cori